# Заставы Москвы

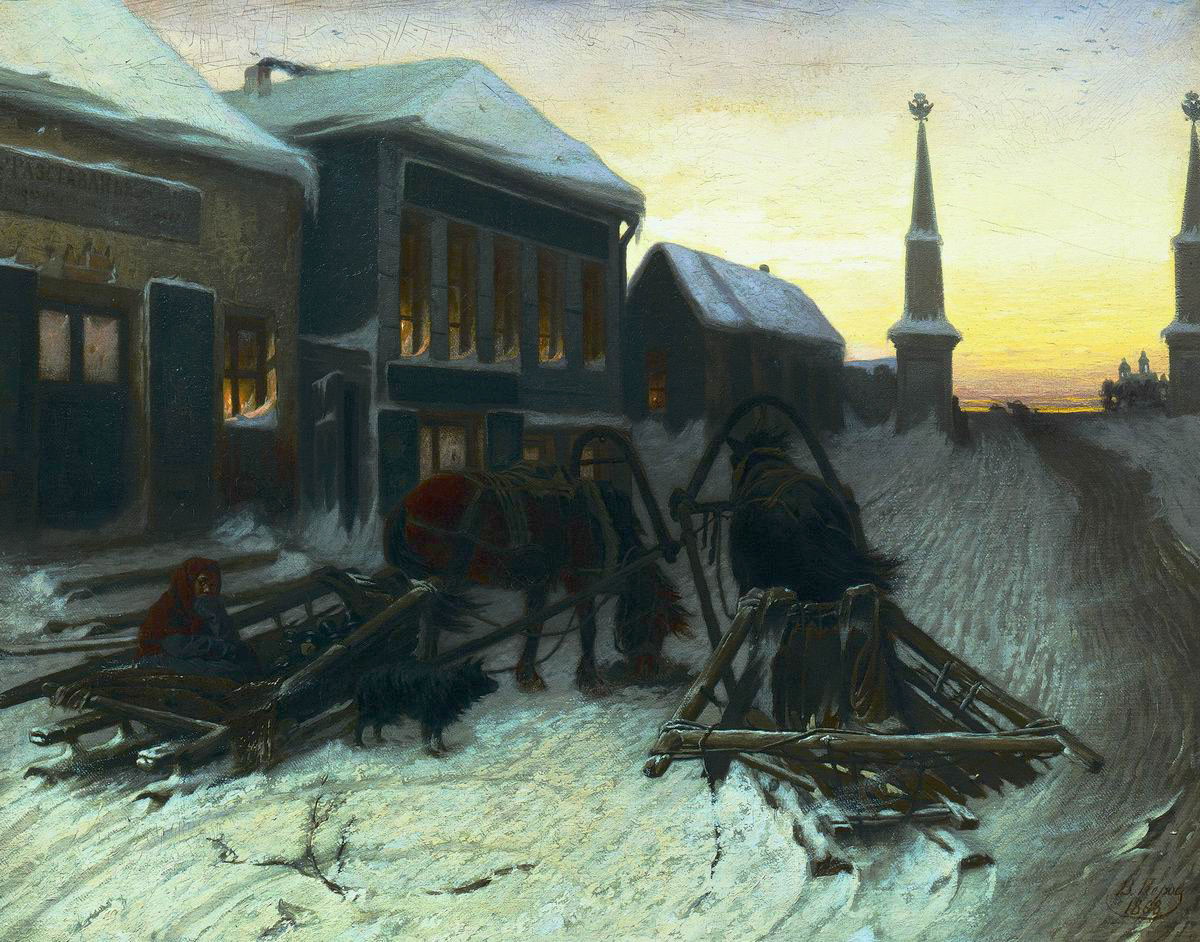
В. Перов. Последний кабак у заставы. 1868 г.

В середине XVIII века в местах пересечения Камер-Коллежского вала с дорогами, ведущими к Москве, были устроены заставы, использовавшиеся как места проверки грузов, ввозимых в город. Назывались по дорогам или близлежащим местностям и монастырям. Территории перед заставами обычно не застраивались и постепенно превращались в городские площади, которые стали традиционно называть заставами. В 1754 году таможенные функции застав были отменены, но сохранены полицейские посты внутреннего паспортного контроля. В 1852 году заставы были ликвидированы.

## Список Московских застав (по состоянию на 1839 год)

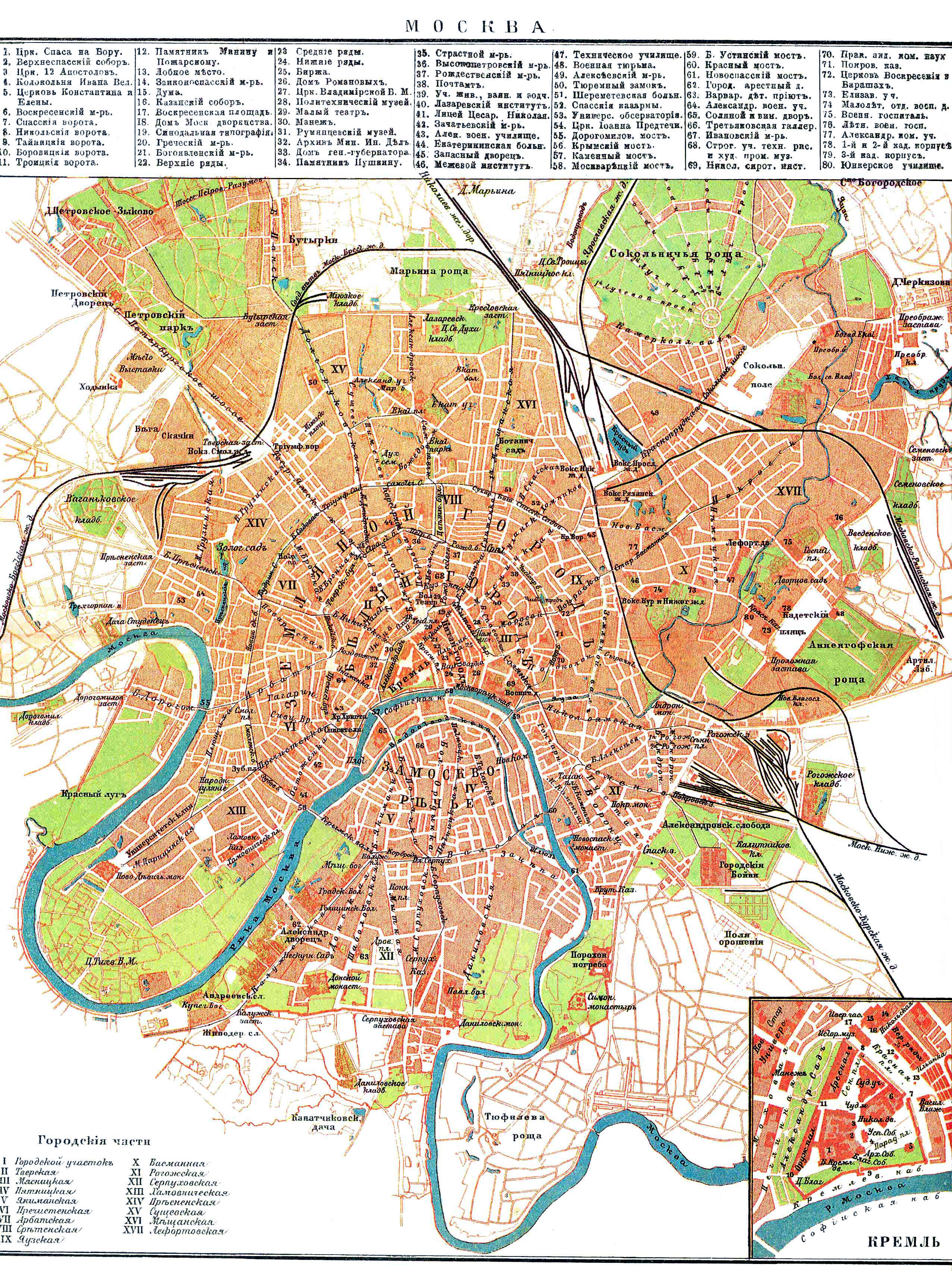
Заставы Москвы на карте 1895 года (в подписях слово «застава» часто сокращено до «з.»)

Примечание: Заставы перечислены начиная с севера по часовой стрелке. Придорожные селения перечислены от застав до границ Московского уезда. Селения, находившиеся в стороне от главных дорог, не указаны.
| Название                                                              | Современное состояние                                                                    | Путь к заставе | Окрестности | Дороги, через населённые пункты |
| --------------------------------------------------------------------- | ---------------------------------------------------------------------------------------- | --- | --- | --- |
| Миусская (Дмитровская, Бутырская) застава                             | Площадь Савёловского вокзала                                                             | Никольские ворота Кремля — Воскресенские ворота Китай-города — Тверская ул. — Малая Дмитровка — Новослободская ул. | Миусская площадь, Лазарево кладбище, Миусское кладбище                                                                          | Рогачёвская дорога (сейчас: Рогачёвское шоссе) Селения: Лихоборы — Коровий враг — Киреево — Гнидуша — Щербачево — Сейсшиха — Яковлево — Чашниково — Катюшка — Пучково — Озерецкое — Рогачёво Дмитровская большая дорога (сейчас: Дмитровское шоссе) Селения: Бутырская слобода — Лихоборы — Сабанино — Бесскудниково — Кажурихинское — Виноградово — Воскресенское — Хлебниково — Еремино — Шолохово — Троицкое — Сухарево — Ларёво — Чёрная — Икша — Деденево — Яхрома — Дмитров |
| Сущёвский вал                                                         |                                                                                          | | | |
| Троицкая (Крестовская) застава                                        | Рижская площадь                                                                          | Никольские ворота Кремля — Никольская ул. — Никольские и Владимирские ворота Китай-города — Сретенка ул. — Сухарева башня — 1-я Мещанская ул. | Пятницкое кладбище, речки Пехорка и Яуза. - Достопримечательности: две водонапорные башни, архитектор Геппенер, Максим Карлович | Ольшанская дорога (сейчас: улица Лётчика Бабушкина, Изумрудная улица, Осташковская улица, Тайнинская улица, Стартовая улица, Джамгаровская улица, Центральная улица (Мытищи), Троицкая улица (Мытищи), улица Борисовка (Мытищи), Волковское шоссе (Мытищи), просёлочная д через Пироговский лесопарк, главная улица Зимино, Центральная улица (Пирогово)) - Селения: Тайницкое — Зимино — Пирогово Осташковская дорога (сейчас: улица Лётчика Бабушкина, Изумрудная улица, Осташковская улица, Шоссейная улица (Челобитьево), Осташковское шоссе, Центральная улица (Бородино), Алтуфьевское шоссе, Центральная улица (Ховрино), просека в Хлебниковском лесопарке, Центральная улица (Беляниново), автодорога «Беляниново — Поведники», просека в Пироговском лесопарке, спуск к Пироговскому водохранилищу в Осташково) - Селения: Ватутино — Челобитьево — Бородино — Ховрино — Беляниново — Осташково Троицкая большая дорога (сейчас: Проспект Мира, Ярославское шоссе) - Направление на Сергиев Посад, Переяславль, Ростов, Ярославль, Архангельск. - Селения: Алексеевское — Ростокино — Мытищи — Тарасовка — Пушкино —… |
| Крестовский вал                                                       |                                                                                          | | | |
| Переяславский вал (позже включен в Сокольнический)                    |                                                                                          | | | |
| Сокольнический вал                                                    |                                                                                          | | | |
| Сокольническая застава                                                | Сокольническая площадь, Площадь Сокольническая Застава, главный вход в Сокольники (парк) | через Сокольничье поле | Сокольничье поле, Потешный двор, река Яуза                                                                                      | нет |
| Олений вал                                                            |                                                                                          | | | |
| Богородский вал                                                       |                                                                                          | | | |
| Черкизовский вал, сейчас Краснобогатырская улица                      |                                                                                          | | | |
| Преображенская застава                                                | Преображенская площадь                                                                   | Сокольничье поле, Матросская ул., Преображенская ул. | Хапиловский пруд, Преображенское кладбище.                                                                                      | Хомутовская дорога, Хомутовка (осталась частично, см. Фряновское шоссе) - Направление с. Хомутово, (сейчас г.Щелково). - Селения: Колошино — Гольяново — Абрамцево — Оболдино —… Стромынская большая дорога, Стромынка (сейчас: Большая Черкизовская улица, Щёлковское шоссе). Имела ещё три названия: Хомутовская, Киржачская, Юрьево — Польская. - Направление на Киржач, Юрьев-Польский. - Селения: Черкизово — Колошино — Щитниково — Лукина (Лупиха) —… |
| Преображенский вал                                                    |                                                                                          | | | |
| Измайловский вал                                                      |                                                                                          | | | |
| Семёновская застава                                                   | Семёновская площадь                                                                      | Спасские ворота Кремля — Ильинская ул. — Ильинские ворота Китай-города — Покровка ул. — Старая Басманная ул. — Разгуляй ул. — Покровская ул. — Семёновская ул. | Семёновская слобода, с. Измайлово                                                                                               | выезд на Богородскую большую дорогу |
| Семёновский вал                                                       |                                                                                          | | | |
| Госпитальный вал                                                      |                                                                                          | | | |
| Лефортовский вал                                                      |                                                                                          | | | |
| Проломная застава                                                     | Площадь Проломная Застава                                                                | Спасские ворота Кремля — Варварка ул. — Варварские ворота Китай-города — Солянка ул. — Яузский мост — Никольская ул. — Воронья ул. — Андроньево поле. | Лефортовский дворец, Екатерининские казармы, Введенское кладбище, Андроньево поле.                                              | выезд на Богородскую большую дорогу |
| Золоторожский вал                                                     |                                                                                          | | | |
| Рогожская застава                                                     | Площадь Рогожская Застава                                                                | Спасские ворота Кремля — улица Варварка — Варварские ворота Китай-города — Солянка ул. — Яузский мост — Никольская ул. — Воронья ул. | Рогожское кладбище, речка Коломенка.                                                                                            | Богородская большая дорога (сейчас: Шоссе Энтузиастов, Горьковское шоссе) - Направление на Богородск (Рогожск), Покров, Владимир, Нижний Новгород, Казань. - Селения: Андроньевка — Ивановское — Горенки — Леоново — Пехра —… Носовиха дорога (сейчас: Перовская улица, Носовихинское шоссе) - Проходило до с. Носовиха и с. Вохна. - Селения: Перово — Владычня — Крутицы — Никольское — Кучино — Федурково —… |
| Рогожский вал                                                         |                                                                                          | | | |
| Покровская (Таганская, Коломенская) застава                           | Площадь Абельмановская Застава                                                           | Спасские ворота Кремля — Варварка ул. — Варварские ворота Китай-города — Солянка ул. — Яузский мост — Вшивая Горка ул. — Таганский рынок — Болвановка ул. — Семеновская ул. | Покровский монастырь, Рогожское кладбище, Калетническое кладбище.                                                               | Егорьевская большая дорога (сейчас Егорьевское шоссе) - Направление на Гжель, Гуслицы, Егорьевск, Касимов. - Селения: Панки — Хлыстово — Коростово —… Бронницкая большая дорога (сейчас: Нижегородская улица, Рязанский проспект, Рязанское шоссе, Новорязанское шоссе) - Направление на Бронницы, Коломну, Рязань. - Селения: Хохловка — Карачарово — Вязовка — Выхино — Жулебино — Подосинки — Люберцы — Панки — Лукьяновка —… |
| Покровский вал, сейчас Абельмановская улица                           |                                                                                          | | | |
| Спасская (Новоспасская) застава                                       | Площадь Крестьянская Застава                                                             | Спасские ворота Кремля — Варварка ул. — Варварские ворота Китай-города — Солянка ул. — Яузский мост — Вшивая Горка ул. — Таганский рынок — Воронцовская ул. | Новоспасский монастырь, Таганская тюрьма, Калитниковское кладбище.                                                              | выезд на Бронницкую дорогу. |
| Крутицкий вал                                                         |                                                                                          | | | |
| Симоновский вал                                                       |                                                                                          | | | |
| Симоновская застава                                                   | пересечение улиц Мастеркова, Восточная и Ленинская Слобода                               | Путь к заставе: Спасские ворота Кремля — Варварка ул. — Варварские ворота Китай-города — Солянка ул. — Яузский мост — Вшивая Горка ул. — Таганский рынок — Большие Каменщики ул. — Новоспасский монастырь — Малый Арбатец ул. — Симонов монастырь. | Симонова слободка, Кожухово. | нет |
| Симоновослободский вал, сейчас Улица Ленинская Слобода                |                                                                                          | | | |
| Даниловская застава                                                   | располагалась на углу Даниловского монастыря напротив дома 71 по Дубининской улице       | Боровицкие ворота Кремля — Большой Каменный мост — Малый Каменный мост — Козьмодемьянская ул. — Серпуховская ул. — Серпуховские ворота — Серпуховская ул. — Петропавловская ул. — Даниловский монастырь. - Второй путь к заставе: Спасские ворота Кремля — Москворецкая ул. — Москворецкий мост — Чугунный мост — Пятницкая ул. — Серпуховские ворота — Серпуховская ул. — Петропавловская ул. — Даниловский монастырь. | Даниловский монастырь. | выезд на Подольскую (Серпуховскую) дорогу. |
| Даниловский вал                                                       |                                                                                          | | | |
| Серпуховская застава                                                  | Площадь Серпуховская Застава                                                             | Боровицкие ворота Кремля — Большой Каменный мост — Малый Каменный мост — Козьмодемьянская ул. — Серпуховская ул. — Серпуховские ворота — Серпуховская ул. — Петропавловская ул. - Второй путь к заставе: Спасские ворота Кремля — Москворецкая ул. — Москворецкий мост — Чугунный мост — Пятницкая ул. — Серпуховские ворота — Серпуховская ул. — Петропавловская ул.                                                   | Даниловский монастырь, Донской монастырь, Пожарное Депо, Даниловское кладбище.                                                  | Каширская большая дорога (сейчас: Варшавское шоссе, Каширское шоссе) - Направление на Каширу. - Селения: Даниловское — Котлы — Братеево — Орехово —… Подольская большая дорога (сейчас: Варшавское шоссе, Симферопольское шоссе) - Направление на Подольск, Серпухов, Тулу. - Селения: Даниловское — Котлы — Чертаново — Красное — Бирюлево — Битцы —… |
| Серпуховский вал, сейчас: улица Серпуховский Вал и улица Орджоникидзе |                                                                                          | | | |
| Калужская застава                                                     | Площадь Гагарина                                                                         | Боровицкие ворота Кремля — Большой Каменный мост — Малый Каменный мост — Якиманка ул. — Калужская ул. | Донской монастырь, Нескучный сад.                                                                                               | Старая Калужская дорога (сейчас: Профсоюзная улица, Калужское шоссе) - Селения: Живодёрная слободка — Семеновское — Воронцово — Троицкое — Сергиевское — Коньково — Теплые станы —… Каменка дорога (сейчас: Ленинский проспект) - Проходило между Старой и Новой Калужскими дорогами до с. Каменское. - Селения: Тропарёво — Румянцево —… Новая Калужская дорога (сейчас: …, Боровское шоссе,…) - Направление на Боровск - Селения: Семеновское — Никулино — Терешково — Суково —… |
| Хамовнический вал                                                     |                                                                                          | | | |
| Лужнецкая застава                                                     | пересечение улиц Лужнецкий проезд, Хамовнический Вал                                     | Боровицкие ворота Кремля — Ленивка ул. — Пречистенка ул. — Девичье поле. | Новодевичий монастырь. | нет. |
| Сетуньская застава                                                    | Располагалась на месте Сетуньского моста                                                 | | | |
| Можайский вал                                                         |                                                                                          | | | |
| Дорогомиловская застава                                               | Площадь Дорогомиловская Застава                                                          | Троицкие ворота Кремля — Воздвиженка ул. — Арбат ул. — Смоленский рынок — Дорогомиловский мост — Дорогомиловская ул. | сельцо Студенец, Дорогомиловское кладбище, речка Ходынка.                                                                       | Можайская дорога (сейчас: Кутузовский проспект, Можайское шоссе) - Направление на Можайск, Смоленск. - Селения: Фили — Сетунь — Ивановское — Мамоново —… |
| Дорогомиловский вал                                                   |                                                                                          | | | |
| Трёхгорная застава                                                    | пересечение улиц Рочдельская, Мантулинская, 1905 года                                    | Троицкие ворота Кремля — Моховая ул. — Б. Никитская ул. — Никитские ворота — М. Никитская ул. — Кудринский рынок — Новинский вал — Девяти Мучеников ул. — Прохоровская ул. | дача Студенец, река Москва, Чёрная речка.                                                                                       | выезд на Воскресенскую дорогу. |
| Трёхгорный вал                                                        |                                                                                          | | | |
| Пресненская застава                                                   | Площадь Краснопресненская Застава                                                        | Троицкие ворота Кремля — Моховая ул. — Б. Никитская ул. — Никитские ворота — М. Никитская ул. — Кудринский рынок — Б. Пресненская ул. | Пресненские пруды, Ваганьковское кладбище, Армянское кладбище.                                                                  | Звенигородская большая дорога (сейчас: Звенигородское шоссе, Рублёво-Успенское шоссе) - Направление на Звенигород, Рузу. - Селения: Черногряжская слобода — Хорошево —… Воскресенская дорога (сейчас Волоколамское шоссе) - Направление на Воскресенск, Волоколамск, Старицу. - Селения: Тушино — Спасское — Пенягино — Чернево — Аннинское —… |
| Пресненский вал                                                       |                                                                                          | | | |
| Грузинский вал                                                        |                                                                                          | | | |
| Петербургская (Тверская) застава                                      | Площадь Тверская Застава                                                                 | Никольские ворота Кремля — Воскресенские ворота Китай-города — Тверская ул. — Тверские ворота — Триумфальные ворота — Тверская-Ямская ул. | река Пресня, Ваганьковское кладбище, Петровский дворец.                                                                         | Петербургская дорога (сейчас Ленинградское шоссе), ранее Тверская дорога - Направление на Тверь, Новгород, Санкт Петербург. - Селения: Всехсвятское — Никольское — Тимофеевская хамня — Кузминка — Бутаково — Кобылья лужа — Филино — Верескино — Новокирилловское — Черногряжский ям — Ржавки — Машукино — Чашниково — Дурынино — Крутое — Поддубное — Лашково — Есипово — Пешковская слобода —… |
| Бутырский вал                                                         |                                                                                          | | | |